# Карел Коваржович (футболіст)
Карел Коваржович (чеськ. Karel Kovařovic, 15 серпня 1890, Прага — ?) — чеський футболіст, що грав на позиції півзахисника.

## Футбольна кар'єра
Виступав у складі клубів «Сміхов» (Прага), «Вікторія» (Жижков) і «Славія» (Прага). У складі «Сміхова» володар кубка милосердя у 1907 року і двічі фіналіст у 1909 і 1910 роках. З «Вікторією» — володар кубка милосердя у 1913 року Зі «Славією» — чемпіон Богемії 1913 і 1915 років.
Після Першої світової війни повернувся в 1919 році в «Славію». Грав у команді й у 1920 році.
У складі збірної Богемії став аматорським чемпіоном Європи 1911 року. Команда перемогла збірні Бельгії (6:1), Франції (4:1) і Англії (2:1). Карел зіграв лише проти аматорської збірної Англії, змінивши в складі Рудольфа Голого.
Футболістом був також старший брат Карела — Алоїз Коваржович. Виступав у складі «Сміхова», а також провів три матчі за збірну Богемії.